# Cabrera de Mar
Cabrera de Mar è un comune spagnolo di 3 763 abitanti situato nella comunità autonoma della Catalogna.